# Karl von Scherzer

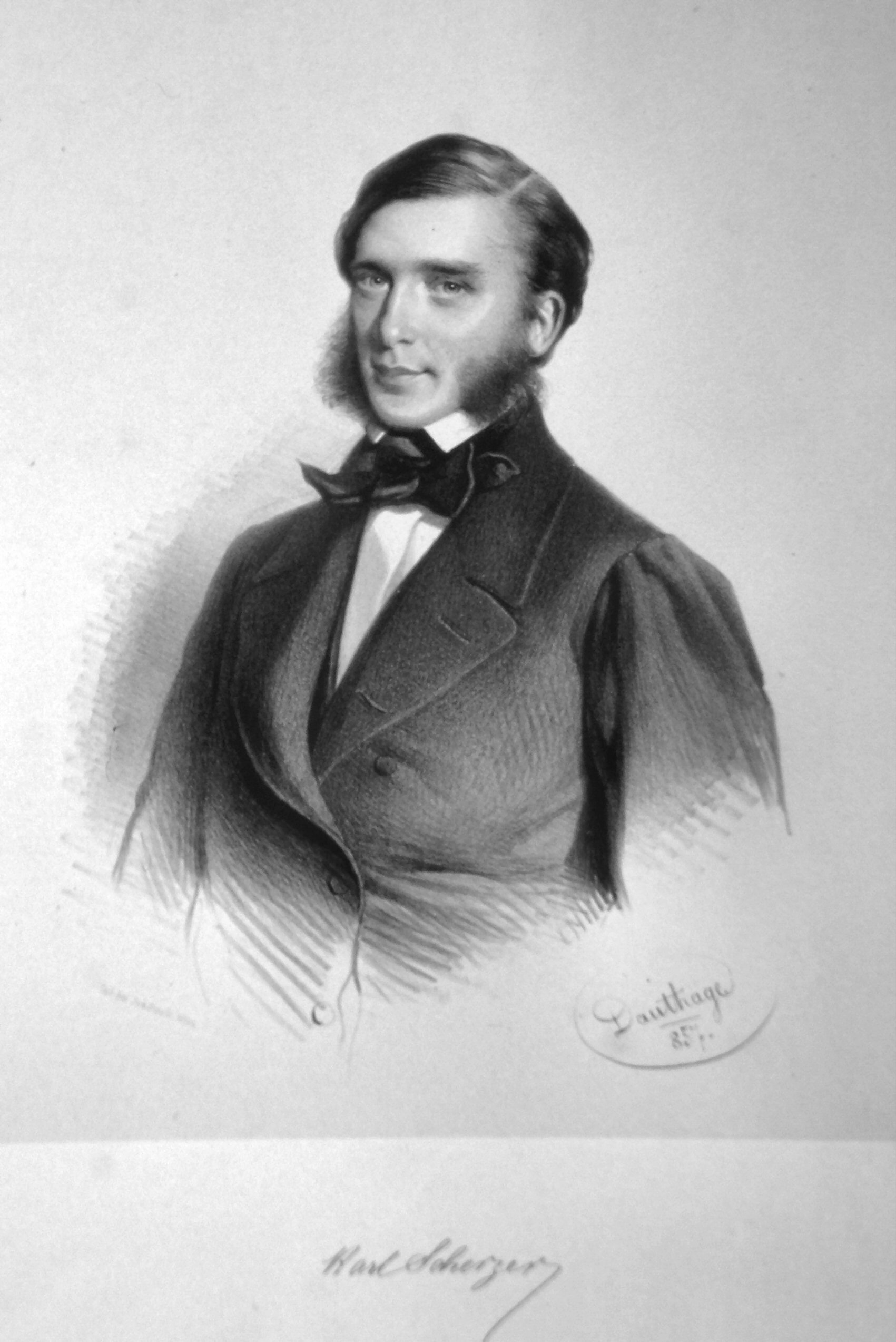
Karl von Scherzer, Lithographie von Adolf Dauthage, 1857

Karl Ritter von Scherzer (* als Karl Scherzer am 1. Mai 1821 in Wien, Kaisertum Österreich; † 19. Februar 1903 Görz, Österreichisch-illirisches Küstenland, Österreich-Ungarn) war ein österreichischer Forschungsreisender und Diplomat. Sein Name erscheint, damaligem Usus folgend, oft auch als Carl von Scherzer.

## Leben
Scherzer stammte aus einer wohlsituierten bürgerlichen Familie und erhielt sorgfältige Schulung in der 1820 von Johann Baptist Kudlich gegründeten Knaben-Erziehungs-Anstalt. Die von seinem Vater vorgezeichnete Laufbahn wäre die eines Beamten gewesen, jedoch folgte man dem Rat des Direktors der k.k. Hof- und Staatsdruckerei, Joseph Anton von Wohlfarth, sich der Typographie zu widmen. 1834 begann er als Praktikant in der Staatsdruckerei, wurde 1836 als Schriftsetzer freigesprochen und begab sich danach auf berufstypische Wanderschaft, u. a. nach Deutschland, Holland, Belgien, Frankreich, England, Irland sowie Schottland. 1842 nach Wien zurückgekehrt, blieb ihm die Gewerbebefugnis für Buchdruck/-handel behördlich versagt, und er entschied sich für ein Studium der Wissensbereiche Philologie und Nationalökonomie: Die Jahre 1843–46 an der Universität Gießen beschloss er als Mag. art. sowie Dr. phil.
1848 gründete er den „Gutenberg-Verein“, eine Gewerkschaft zur Verbesserung der Situation der Druckereiarbeiter. Er war Mitglied der liberalen Partei und mit vielen Führern der Revolution befreundet. All dies brachte ihn 1851 sogar vor ein Kriegsgericht. Von 1852 bis 1855 unternahm er mit dem deutschen Reisenden und Geographen Moritz Wagner (1813–1887) eine Forschungsreise durch Nord-, Mittel- und Südamerika. Als er 1855 mit großer wissenschaftlicher Ausbeute nach Wien zurückkehrte, wurde er vor einem Kriegsgericht wegen „unbefugter Abwesenheit“ zur Verantwortung gezogen und zu einer Strafe von sechs Wochen Arrest verurteilt, letztlich gnadenhalber umgewandelt in acht Tage Hausarrest.

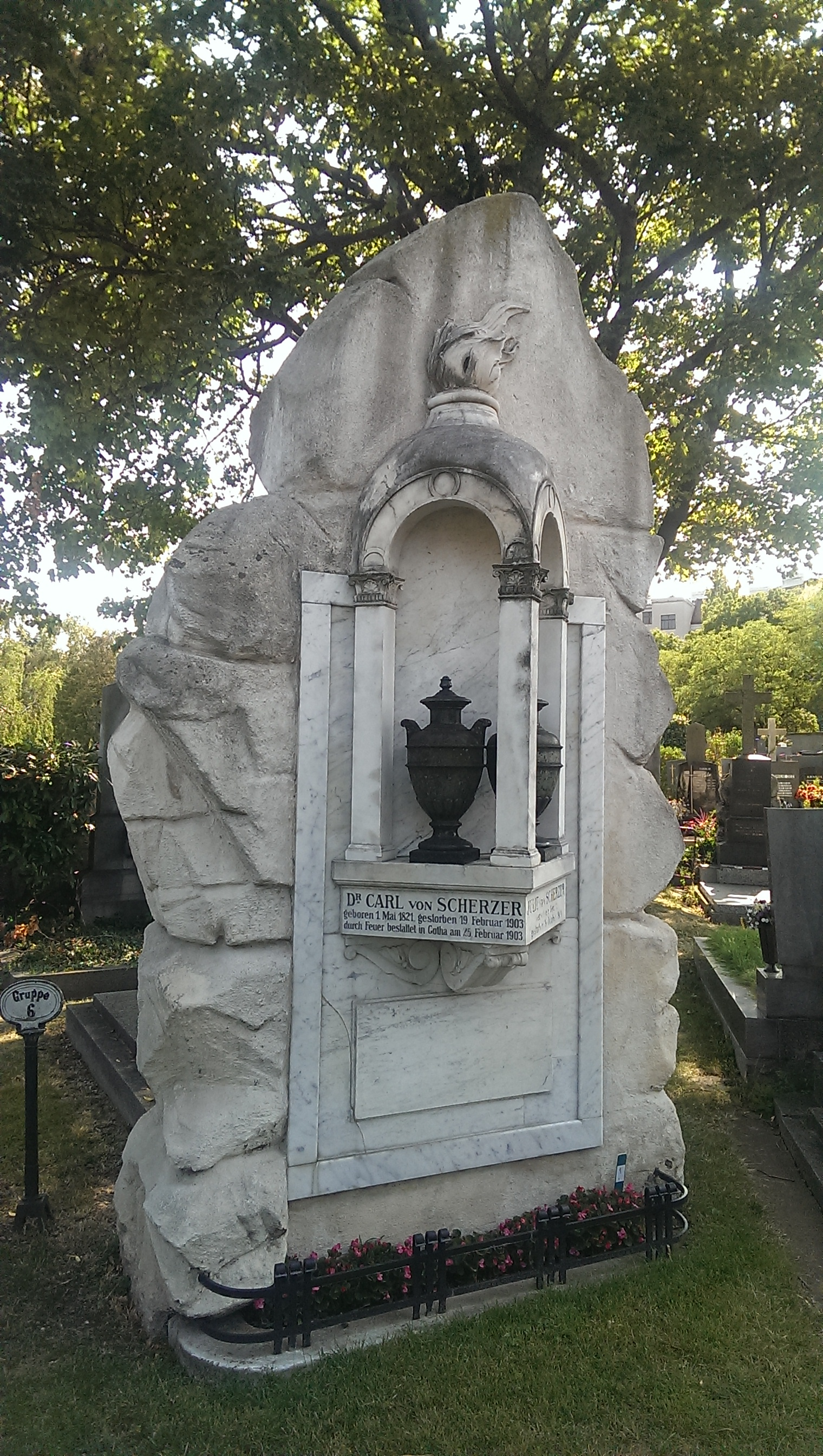
Urnengrab Karl von Scherzers in Wien

Von 1857 bis 1859 beteiligte sich der Vorbestrafte auf Betreiben des damaligen Finanzministers, und mit Berufung durch Erzherzog Ferdinand Max, an der Novara-Expedition als Expeditionsschreiber und (dem Kapitän Bernhard von Wüllerstorf-Urbair  untergeordneter) Handelsdelegierter. Nach seiner Rückkehr wurde er 1860 in den Ritterstand III. Klasse erhoben und 1866 zum Ministerialrat im Handelsministerium ernannt. 1869 begleitete er die österreichische Expedition nach Ostasien, von 1872 bis 1875 war er österreichischer Generalkonsul in Smyrna, von 1875 bis 1878 in London, von 1878 bis 1884 in Leipzig und von 1884 bis 1896 in Genua. Er war korrespondierendes Mitglied des Thüringisch-Sächsischen Vereins für Erdkunde.
1896 trat er in den Ruhestand. Nach seinem Tod am 19. Februar 1903 in Görz wurde er auf eigenen Wunsch ins Krematorium Gotha überführt und dort am 25. Februar  feuerbestattet, seine Urne später auf dem Evangelischen Friedhof Matzleinsdorf in Wien beigesetzt.
Seinen Förderer Erzherzog Ferdinand Max warnte er als guter Kenner des Landes vor dem mexikanischen Abenteuer. Von Alexander von Humboldt und Justus von Liebig wurden die Publikationen seiner Reisen sehr geschätzt.

## Ehrungen
- Komturkreuz des Franz-Joseph-Ordens (Österreich-Ungarn)
- Ritterkreuz des Leopold-Ordens (Österreich-Ungarn)
- Orden der Eisernen Krone III. Klasse (Österreich-Ungarn)
- 1857 wurde nach ihm die Flamingoblume aus der Familie der Aronstabgewächse Anthurium scherzerianum benannt
- 1862 korr. Mitglied der Bayerischen Akademie der Wissenschaften[2]
- 1874 Mitglied der Deutschen Akademie der Naturforscher Leopoldina[3]
- 1901 korr. Mitglied der Österreichischen Akademie der Wissenschaften
- Ehrenmitglied der Royal Geographical Society in London
- Königlicher Kronen-Orden (Königreich Preußen)
- Orden vom Heiligen Michael (Königreich Bayern)
- Offizierskreuz des Leopoldsordens (Königreich Belgien)
- Offizierskreuz des Ordens der Krone (Königreich Italien)
- Medjidie-Orden II. Klasse (Osmanisches Reich)
- Komturkreuz des Ordens der Rose (Kaiserreich Brasilien)
- Offizierskreuz des Guadalupe-Ordens (Kaiserreich Mexiko)
- Orden der Krone II. Klasse (Königreich Siam)

## Schriften
- Reisen in Nordamerika, 3 Bände, 1854, (mit M. Wagner)
- Die Republik Costarica, 1856, (mit M. Wagner)
- Wanderungen durch mittelamerikanische Freistaaten, 1857
- Reise der österreichischen Fregatte Novara um die Erde, beschreibender Teil, 3 Bände, Wien 1861–62
- Reise der österreichischen Fregatte Novara um die Erde, statistisch-kommerzieller Teil, 2 Bände, 1864
- Aus dem Natur und Völkerleben im tropischen Amerika, 1864
- Fachmännische Berichte über die österreichisch-ungarische Expedition nach Siam, China und Japan, 1872
- Smyrna. Mit besonderer Rücksicht auf die geographischen, wirthschaftlichen und intellectuellen Verhältnisse von Vorder-Kleinasien, Wien 1873
- Weltindustrien, 1880
- Das wirtschaftliche Leben der Völker, 1886